# Чеселтское ущелье
Кешелтское ущелье или Чеселтское ущелье (осет. Чеселтгом, по селению Чеселт (Кешельта) и осет. ком — «ущелье») — ущелье на северо-западе частично признанного государства Южная Осетия в Дзауском районе РЮО (или, по законам Грузии, в Джавском муниципалитете). Расположено в долине реки Чеселтдон (Кешельта), впадающей в реку Паца.

## События
- 1830 — восстание осетин в Чесельтском ущелье под предводительством Бега Кочиева.